# Mae (mitologia)
Mae era una divinità maschile del Pantheon etrusco.
Il nome Mae appare nel Fegato di Piacenza insieme al nome di Uni.
Probabilmente Mae è la forma etrusca di Maius, una divinità venerata a Tusculum, nel Lazio.
Le uniche informazioni su Maius ci vengono fornite nei Saturnalia di Macrobio, il quale ipotizza che il mese di maggio derivi dai festeggiamenti celebrati in quel periodo a Tusculum in onore del dio, per la cui magnificenza e grandezza veniva identificato con Iupiter.